# Platen
Platen (en luxemburguès:  Platen; en alemany:  Platen) és una vila de la comuna de Préizerdaul, situada al districte de Diekirch del cantó de Redange. Està a uns 24 km de distància de la ciutat de Luxemburg.